# Aenictus aratus
Aenictus aratus är en myrart som beskrevs av Auguste-Henri Forel 1900. Aenictus aratus ingår i släktet Aenictus och familjen myror. Inga underarter finns listade i Catalogue of Life.

## Bildgalleri